# Lewiston (Nebraska)
Lewiston es una villa ubicada en el condado de Pawnee en el estado estadounidense de Nebraska. En el Censo de 2010 tenía una población de 68 habitantes y una densidad poblacional de 252,45 personas por km².

## Geografía
Lewiston se encuentra ubicada en las coordenadas 40°14′34″N 96°24′27″O / 40.24278, -96.40750. Según la Oficina del Censo de los Estados Unidos, Lewiston tiene una superficie total de 0.27 km², de la cual 0.27 km² corresponden a tierra firme y (0%) 0 km² es agua.

## Demografía
Según el censo de 2010, había 68 personas residiendo en Lewiston. La densidad de población era de 252,45 hab./km². De los 68 habitantes, Lewiston estaba compuesto por el 98.53% blancos, el 1.47% eran afroamericanos, el 0% eran amerindios, el 0% eran asiáticos, el 0% eran isleños del Pacífico, el 0% eran de otras razas y el 0% pertenecían a dos o más razas. Del total de la población el 0% eran hispanos o latinos de cualquier raza.